# Lisa Gets an F1
«Lisa Gets an F1» (укр. «Ліса отримує „Формулу-1“») — дванадцята серія тридцять п'ятого сезону мультсеріалу «Сімпсони», прем'єра якої відбулась 25 лютого 2024 року у США на телеканалі «Fox».

## Сюжет
Триває останнє коло гонки на картингу, в якій бере участь Ліса. Карт Ліси вдарили, і вона закрутилася, вона зберігає спокій і намагається відновити контроль…
За два місяці до того Ліса сидить на задньому сидінні авто Гомера, і панікує через його нерозважливе водіння. Гомер відвозить її до Центру дитячої терапії. Терапевтка Аннет розповідає Гомеру і Мардж, що вони з Лісою зробили прорив виявивши причину її тривоги — водіння Гомера. Гомер злиться на це і йде, і в люті потрапляє в аварію.
Щоб позбутися страхів Ліси, Аннет веде її в когнітивно-поведінковий центр, щоб розповісти їй, як протистояти своїм страхам — подивитись їм у вічі. В результаті терапевтка веде Сімпсонів до сімейного розважального центру, де є траса для картингу. Лісу спочатку це лякає, але згодом дівчинка починає насолоджуватися картингом. Згодом Ліса починає брати участь у професійних перегонах з картингу.
У серії документального серіалу «Дитяча „Формула-1“: Картинги грому» ведучий Честер Арбордей розповідає про Лісу та її сім'ю. Арбордей дивується, що Ліза не походить із заможної родини, на відміну від інших професійних гонщиків на картингу, таких як конкурент Ліси Паоло Паолетті.
З умовами змагань Паоло й інші закордонні гонщики мають відвідувати Спрінґфілдську початкову школу, щоб здобути освіту. Однак, Паоло не подобається це зіткнення культур. Барт вирішує скористатися цим і дружить і допомагає Паоло за його гроші отримати все, що той хоче.
Тим часом Гомер закінчує свої громадські роботи за спричинену аварію і йде дивитися на перегони Ліси. Незважаючи на те, що Ліса і Мардж почуваються добре і спокійно, Гомер дуже нервує за Лізу і починає панікувати, що вона постраждає. Коли Гомер вкладає доньку спати, але Ліса відмовляє в цьому, бо вона більше не хвилюється, завдяки його допомозі. Тієї ночі Гомеру сниться, як він, Ліса та кілька дітей є гонщиками у грі «Mario Kart». Він використовує бомбу, щоб збити Лізу з траси.
Наступного дня, коли Паоло бачить Лізу і лютує. Барт розповідає йому про неї, але не згадує, що вона його сестра.
Згодом перед початком фінального заїзду, Гомер знову намагається зупинити Лісу через своє хвилювання. Однак, дівчинка все одно йде. Перед початком перегонів Мардж розповідає Паоло, що Барт є братом Ліси, що призводить до суперечки між ними двома. Коли Барт повертається додому, він дізнається через груповий чат, що Паоло саботував карт Ліси. Гомер швидко їде на перегони.
Він виїжджає на трасу, щоб врятувати Лісу, після того, як її карт почав розвалюватися. Своїм неврівноваженим водінням Гомер уповільнює Лісу, завдяки чому вона таки перетинає фініш першою. Паоло вирішує, що перегони — це безглуздя, і вирішує кинути. Ліса дякує Гомеру за те, що він допоміг їй почуватися в безпеці. Картинги розбиваються навколо Гомера та Ліси, коли вони обіймаються на фініші.

## Виробництво
За словами співвиконавчого продюсера серії Майкла Прайса, під час написання сюжету «кімната для сценаристів була купіллю історій про жахливе водіння батьків». Зокрема, здебільшого використали жахливий досвід дружини Прайса Моніки їзди із агресивним батьком-алкоголіком, який вона виклала в мемуарах.
Для втілення сюжета творчій команді доводилось переглядати документальний фільм «Netflix» «Drive To Survive» (укр. «Жени, щоб вижити») про залаштунки «Формули-1». Також команду надихав виступ Джареда Лето у фільмі 2021 року «Дім Ґуччі». Персонаж Паоло є відсиланням до персонажа Паоло Гуччі у виконанні Лето, включно з його корооною фразою «Буф!».
Анімування сіпання ока Ліси було одним з найскладніших завдань технічної команди серіала. Для цього використовували багато комп'ютерної анімації, планування сцен, складних рухів камери, безліч швидких фонових пакетів, панорамування та рухів у кількох площинах.
Оригінальною реплікою Йоші-Мілгауса уві сні Гомера тут була «Everything's coming up Yoshi-Milhouse!» (укр. «Йоші-Мілгаус ніде не пропаде!»).

## Культурні відсилання та цікаві факти
- Коли Гомер розбиває свою машину, можна побачити, як лялька Ґубі-Ву летить у повітрі. Це є відсиланням до фінала 34 сезону «Homer's Adventures Through the Windshield Glass»[6].

## Ставлення критиків і глядачів
Під час прем'єри серію переглянули 0,87 млн осіб, з рейтингом 0.2, що зробило її найпопулярнішим шоу на каналі «Fox» тієї ночі
Джон Шварц із сайту «Bubbleblabber» оцінив серію на 8,5/10, сказавши, що «в серії є кілька недоліків, але вони справді незначні. З огляду на стільки всього, що відбувається, мені здавалося, що внески Барта були змішані, намагаючись продемонструвати важливість, але я думаю, якби автори пішли трохи цинічніше у спробах Барта перешкодити конкуренції Ліси на треку, я б отримав вищий бал за епізод цього тижня».
На сайті «Me Blog Write Good» оцінили серію так:
|  | Розв'язка, коли чийсь згубний порок закінчується тим, що рятує ситуацію, безумовно, є плідною комічною ідеєю, але я справді не знаю, що робити з закінченням, коли за ним йде мила розв'язка… Це все мало бути дурним закінченням, але оскільки це шоу Мета Селмана [виконавчго продюсера «Сімпсонів»], є також елемент спроби емоційного кінця, але все це просто не працює для мене. Вони ставляться до справді небезпечного водіння Гомера настільки суворо на початку, що я просто не можу повернутися до того, щоб помахати рукою як жарт в кінці, а Ліса абсолютно спокійно ставиться до свого тата, який ледь не вбив її. |

Згідно з голосуванням на сайті The NoHomers Club більшість фанатів оцінили серію на 4/5 із середньою оцінкою 3,44/5.